# Nemmers-Preis für Medizin
Der Nemmers-Preis für Medizin (englisch Mechthild Esser Nemmers Prize in Medical Science) ist eine im Jahr 2016 erstmals von der Northwestern University in Evanston (Illinois) vergebene wissenschaftliche Auszeichnung für „herausragende wissenschaftliche Arbeit von anhaltender Bedeutung“.
Der Preis ist mit 200.000 US-Dollar dotiert. Zusammen mit den anderen Nemmers-Preisen wird er aus einer Stiftung der Brüder Erwin E. und Frederic E. Nemmers in Höhe von 14 Millionen US$ finanziert.
2020 war David M. Sabatini als Preisträger angekündigt worden, auf verschiedenen Webseiten der Northwestern University ist aber vermerkt, dass in jenem Jahr kein Preis vergeben worden sei.

## Preisträger
- 2016 Huda Zoghbi (Baylor College of Medicine in Houston, Texas) für ihre Forschungen zum Rett-Syndrom.
- 2018 Stuart H. Orkin (Howard Hughes Medical Institute, Boston Children’s Hospital, Dana-Farber Cancer Institute, Harvard Medical School) für seine Forschungen zur Entwicklung von Blutzellen und ihren genetischen Störungen.
- 2020 keine Preisvergabe wegen der Corona-Pandemie.
- 2022 Jeremy Nathans (Johns Hopkins University School of Medicine) für seine Arbeiten zur Entwicklung des visuellen Systems.
- 2024 Jeffrey I. Gordon (Washington University) für die Umgestaltung des Verständnisses der menschlichen Gesundheit und wie diese durch das Darmmikrobiom geprägt wird.